# رامی بن سبعینی
امیر سلمان رامی بن سبعینی (انگلیسی: Amir Selmane Ramy Bensebaïni | عربی: أمیر سلمان رامي بن سبعیني؛ زادهٔ ۱۶ آوریل ۱۹۹۵) بازیکن فوتبال اهل الجزایر است که برای باشگاه فوتبال بروسیا دورتموند و تیم ملی فوتبال الجزایر در پست مدافع میانی و مدافع چپ بازی می‌کند.
از باشگاه‌هایی که در آن بازی کرده‌است می‌توان به باشگاه فوتبال بارادو، باشگاه فوتبال لیرسه، باشگاه فوتبال مون‌پلیه، باشگاه فوتبال رن، باشگاه فوتبال بروسیا مونشن‌گلادباخ و باشگاه فوتبال بروسیا دورتموند اشاره کرد.
وی همچنین در تیم‌های ملی فوتبال الجزایر بازی کرده‌است.